# Euplexia illustrata
Euplexia illustrata är en fjärilsart som beskrevs av Ludwig Carl Friedrich Graeser 1888. Euplexia illustrata ingår i släktet Euplexia och familjen nattflyn. Inga underarter finns listade i Catalogue of Life.